# Краснодарский государственный цирк
Краснодарский государственный цирк — государственное автономное учреждение культуры в городе Краснодаре. Относится к Министерству культуры Краснодарского края. Вместительность зрительного зала составляет 2000 человек. 
В разные годы на арене Краснодарского цирка выступали народные артисты СССР А. И. Филатов, М. М. и В. М. Запашные, Карандаш (Румянцев), Олег Попов, Юрий Ермолаев, Владимир Шевченко, Евгений Милаев; народные артисты России Сарват Бегбуди, Юрий Мерденов, Анатолий Корнилов, Игорь Кио и многие другие.

## История

### Предыстория
В Екатеринодаре цирк впервые появился в 1880 году, в виде балагана с заезжими артистами. В 1908 было построено первое стационарное деревянное здание цирка на тысячу мест на углу улиц Гудимы и Мира. В 1920-е годы Краснодарский цирк арендовали коллективы под руководством И. Лебедева, А. Лапиадо. В последующие годы цирковые представления давали в городском парке.

### Разработка и строительство
Проект цирка на 2000 зрительских мест был выполнен институтом ЦПНИИЭП зрелищных зданий и спортивных сооружений. Характерной особенностью нового проекта стала форма здания, напоминающая «летающую тарелку». Над проектом цирка работала группа архитекторов (А. П. Кудрявцев, М. Ф. Шульмейстер, Ю. А. Моторин) и инженеров (А. В. Титов, М. Глинкин, Т. Лебедев) под руководством Ю. А. Шварцбрэйма. Проект здания цирка являлся типовым: аналогичные здания вскоре были возведены в Грозном, Гомеле, Ставрополе, Запорожье. В последующем проект здания цирка был удостоен Государственной премии РСФСР. 
Строительство цирка в Краснодаре началось на Сенном рынке в 1967 году. Каркас здания возводился из железобетонных колонн и стальных тавровых балок, специально изготовленных на Николаевском судоремонтном заводе. Купольная часть цирка, состоящая из двух полусфер, была собрана из стальных тавровых полуарок. Примечательно, что во время заливки бетона опалубку и металлоконструкции на время сжимали пружинами. После затвердевания цемента пружины ослабляли. За счёт создаваемого предварительного напряжения бетон имел высокую несущую способность в ответственных конструкциях.
На одном из фасадов цирка было создано мозаичное панно совместной работы А.П. Кудрявцев и Г.А. Даумана. Данное панно считается одним из первых монументально-декоративных произведений с применением смальтовой мозаики. 
4 июля 1970 года состоялось открытие нового здания Краснодарского цирка.  

### Дальнейшая эксплуатация
После своего открытия в 1970 году Краснодарский цирк вошёл в объединение государственных цирков «Союзгосцирк» (с 1992 г. — в составе «Росцирка»). 
По итогам Всесоюзного соцсоревнования за III квартал 1972 года коллективу Краснодарского цирка было присуждено переходящее Красное знамя. В 1973 году Краснодарский цирк был вновь награждён памятным Красным знаменем горкома КПСС, ВЛКСМ и краснодарского горисполкома.
За всё время работы в здании цирка ни разу не проводилось капитального ремонта, вследствие чего к началу XXI века здание цирка технически и морально устарело. Многие цирковые артисты начали отказываться от выступлений на краснодарской арене из-за её ветхого состояния. При этом Минкультуры и «Росцирк» не выделяли средств на капитальный ремонт.
С начала 2000-х краевыми и городскими властями периодически поднимался вопрос о передаче Краснодарского цирка из федеральной собственности в краевую. За счёт средств краевого бюджета предполагалось произвести реконструкцию здания цирка. 
В 2013 году Минкультуры России согласовало передачу Краснодарского цирка в ведение Минкультуры Краснодарского края. Краевые власти были готовы выделить 2 млрд рублей из регионального бюджета на реконструкцию цирка. Официально Краснодарский цирк был передан в краевую собственность в декабре 2014 года, к этому моменту денег на реконструкцию в краевом бюджете уже не было.
В последующие годы власти Краснодарского края готовили техзадание на проект реконструкции цирка, однако сроки постоянно сдвигались. За это время здание Краснодарского цирка пришло в аварийное состояние. В 2018 году министр культуры РФ Владимир Мединский раскритиковал действия администрации Краснодарского края в отношении реконструкции цирка. Он отметил, что если в ближайшее время краевые власти не смогут организовать реконструкцию цирка, то здание нужно возвращать обратно «Росцирку», поскольку тогда получится провести реконструкцию за счёт федерального бюджета.
В декабре 2018 года руководство Краснодарского цирка заключил договор с ООО «Главленэксперт» на сумму 2,7 млн рублей для проведения обследования здания цирка.

Заилена дренажная система, существует просадка фундаментов, искривление горизонтальных линий цоколя, вследствие чего нарушена целостность конструкций и покрытий полов, трещины в мозаичных полах вестибюля «» в местах сопряжения конструкций стен и перегородок глубокие трещины, нарушена целостность отмостки вокруг здания, подпорных стен, маршевых ступеней, лестничных пролетов— Из заключения технической экспертизы «Главленэксперта» по состоянию здания цирка

### Реконструкция
В 2019 году губернатор Вениамин Кондратьев заявил, что на проект полной реконструкции Краснодарского цирка уже выделено 1 млрд. 895 млн. рублей. Тогда здание цирка в Краснодаре собирались отремонтировать в течение четырёх лет. 
Контракт на разработку проектной документации между властями края и ООО «Бизнес-Строй-Групп» был заключён в июне 2022 года на сумму 65,4 млн. рублей. Однако 2 февраля 2023 года контракт с подрядчиком был расторгнут ввиду отставания от графика выполнения работ.
16 января 2023 года Краснодарский цирк был закрыт, 52-летнее здание было признано аварийным и небезопасным для нахождения посетителей и артистов. В феврале того же года был заключён контракт с ООО «Архитектурное наследие». Проектом реконструкции, разработанным «Архитектурным наследием», предусматривается частичный снос аварийных конструкций цирка и перепланировка помещений. Зрительный зал планируется увеличить до 1800 мест, под зданием запланировано обустройство подземной парковки на 192 машиномест. Несмотря на полную реконструкцию планируется сохранение архитектурного облика цирка, также запланирована реставрация мозаичного панно Даумана и Кудрявцева. 

## Дирекция цирка
- Ирина Михайловна Польди (1965—1984)
- Михаил Николаевич Михайлов (1984—2014)
- Маргарита Ивановна Коханова (2014—2018)
- Сергей Романович Парамонов (2018—2019)
- и.о. Штанчаева Олеся Павловна (2019—2022)
- Александр Мамукович Чикаидзе (2023—2024)
- и.о. Набока Лариса Игоревна (с 2024)

## Оркестр
До 2019 года Краснодарский цирк имел собственный оркестр. Оркестр давал представления до начала выступления, а также сопровождал выступления артистов на сцене. Цирковой оркестр участвовал во многих фестивалях, таких как «Кубань играет джаз», на вручение международной премии циркового искусства «Мастер» и т.д.